# الصائم ديمة

## الاسم واللقب
اسمه الشيخ دفع الله بن الفقيه وقيع الله بن الفقيه دفع الله ابن الفقيه محمد والذي ينتهي نسبه إلى حبر الأمة سيدنا عبد الله بن العباس عم النبي صلى الله عليه وسلم, وله عدة القاب أشهرها الصائم ديمه، صائم الدهر، حوى الرسول.

### مولده ونشأته
ولد الشيخ دفع الله بقرية جده لأبيه حسن والتي سميت به عام م1917 ثم إنتقل إلى طيبة الشيخ عبد الباقي وتربى في كنف الشيخ عبد الباقي، بعد أن أكمل دراسة القرأن توجه إلى مواصلة تعليمه بالمعهد العلمي بأمدرمان وبعد أن أكمل تعليمه في المعهد إتجه إلى الإرشاد الديني ونشر الإسلام وإتخذ من المسيد الذي بناه في ام بدة الحارة الرابعة بأم درمان مقراً للقيام بهذه الرسالة. وقد أسس الشيخ دفع الله مسيده منذ عام 1946م وهذا عندما كان طالباً بالمعهد العلمي بأم درمان.

#### صلته بالعركيين الحسينية
ينتمى إلى العركيين من جهتى الأب والأم، فجده الفقيه دفع الله أمه هي الحرم بنت آمنة بنت الشيخ يوسف أبى شرا أما أمه فهى التاية بنت الحرم ابنة أبى إدريس بن الشيخ أحمد الريح، وجدة التاية من أمها هي فاطمة بنت الشيخ عبد الباقى بن الشيخ يوسف أبى شرا، وفاطمة هذه هي والدة الشيخ عبد الباقى بن الشيخ حمد النيل. ا

## أعماله
لشيخ دفع الله الصايم ديمه من أبرز أعماله بناؤه للمساجد, و التي بلغ عددها نحو 400 مسجداً في أنحاء السودان المختلفة.
وقام الشيخ دفع الله الصائم ديمه بفتح المسيد وقت المجاعة والفيضانات عام 1984م وعام 1988م ونزل بالمسيد كل من تضرر في هذه الأعوام ممن فقدوا منازلهم بسبب المطر أو ممن ضاقت بهم المعيشة لظروف الجفاف وهؤلاء النازحين كان منهم المسلمون وغير المسلمين.
وللشيخ دفع الله الصائم ديمه مجمعات إسلامية متكاملة الخدمات بالعاصمة وبالتحديد في كل من الفتيحاب، والسلمة (الخرطوم) ويرى كما له خلاوي وزوايا وتكايا منتشرة في ولايات السودان نذكر منها على سبيل المثال لا الحصر بورتسودان، ود مدني، وسنار، والدويم، وطيبة الشيخ عبد الباقي، وأم مرحى حسن، والمدينة عرب، والمناقل، و24 القرشي،  وعوض العليم، وحلة حمد، والمسلمية، والحصاحيصا، والكاملين (العبدلاب)، ود الترابي وغيرها.